# 기탄수학
기탄수학은 기탄교육에서 제작된 수학 학습지이다. 2001년에 출판했으며, 나이, 학년에 따라 현재 총 14단계로 나뉘어 있으며, 한 단계당 5집씩, 총 70권으로 이루어져 있다.

## 구성
기탄수학은 유아, 초등학생, 중학생, 고등학생을 대상으로 만든 학습지로 하루 5~10분 정도씩 학습할 수 있도록 구성되어 있다. 기탄수학은 A~M단계, 13단계로 되어 있으며 한 단계당 5집씩 구성되어 있다. 한 권당 4등분했으며 소화시간은 한 권당 1개월 정도 걸리며 학습분량은 한 권당 60장이다.
기탄수학 A~N단계 (단계별 5집 , 총70권)
교재를 한 권 다 풀면 각 단계마다 선생님 사인을 받을수 있고 , 한 권을 끝나지 않으면 선생님 사인을 못 받습니다.
A-1 ~ J-5 까지만 한글영어 병기판 입니다.

## 단계 및 목차
나이는 세는 나이 기준이다.
| 단계  | 상징색   | 대상  | 1                                                                                          | 2 | 3 | 4                                                                              | 5                                                                                               |
| ----- | -------- | ----- | ------------------------------------------------------------------------------------------ | --- | --- | ------------------------------------------------------------------------------ | ----------------------------------------------------------------------------------------------- |
| A단계 | 주황     | 4~5세 | 10까지의 숫자 세기 10까지의 동그라미 수 세기                                               | 30까지의 숫자 세기 20까지의 동그라미 수 세기                                                                                                | 가로·세로 직선, 사선, 곡선 긋기 사물 모양 잇기                                                        | 사물 모양 잇기 여러 가지 곡선 긋기 길 찾기 똑같이 그리기                       | 점선 따라 똑같이 그리기 점 잇기 숫자 따라 선 긋기                                               |
| B단계 | 노랑     | 5~6세 | 10까지의 숫자 그리기 10까지의 숫자 쓰기 세어 보고 맞는 수 이어 보기 세어 보고 맞는 수 쓰기 | 10까지의 수 이해와 숫자 쓰기 동그라미 세어 보고 숫자 스기 같은 수끼리 이어 보기 세어 보고 더 많은 것에 ○표 하기 빈 칸에 알맞은 숫자 써 넣기 | 10개씩 묶어 보기 동그라미 세어 보고 숫자 쓰기 빈 칸에 알맞은 숫자 써넣기 20까지의 수 이해와 숫자 쓰기 | 20까지의 동그라미 수 세어서 쓰기 수만큼 사물의 수 묶기 수만큼 동그라미 수 묶기 | 200까지의 수 이해와 숫자 쓰기                                                                   |
| C단계 | 빨강     | 6~7세 | 더하기 1의 이해 더하기 1                                                                   | 더하기 2의 이해 더하기 2 | 더하기 3의 이해 더하기 3 10의 보수 만들기                                                             | 더하기 4 10의 보수 만들기                                                      | 더하기 4까지 종합 학습                                                                          |
| D단계 | 분홍     | 7세   | 더하기 5 더하기 6                                                                          | 더하기 7 더하기 8 | 더하기 9 더하기 10                                                                                    | 더하기 5~10 종합 큰 수 덧셈                                                    | 큰 수 덧셈 덧셈 종합                                                                            |
| E단계 | 초록     | 초1   | 빼기의 이해 빼기 1~3 빼기 3까지 연습                                                       | 빼기4~10 빼기 10까지 연습 | 16까지의 수에서 빼기 빼기 15까지 연습                                                                 | 25까지의 수에서 빼기 빼기 24까지 연습                                          | 덧셈과 뺄셈 총정리                                                                              |
| F단계 | 하늘     | 초2   | 합이 99까지의 덧셈(세로 쓰기)                                                              | 두 자리 수의 덧셈 두 자리 수의 덧셈 종합 | 세 자리 수의 덧셈 네 자리 수의 덧셈 세 자리 수, 네 자리 수의 덧셈 종합                                | 한 자리 수의 뺄셈, 두 자리 수의 뺄셈 두 자리 수의 뺄셈 종합                    | 세 자리 수의 뺄셈 네 자리 수의 뺄셈 세 자리 수, 네 자리 수의 뺄셈 종합                          |
| G단계 | 파랑     | 초3   | 곱셈구구 곱셈구구의 종합                                                                   | 두 자리 수의 곱셈 | 두 자리 수의 곱셈 세 자리 수의 곱셈 네 자리 수의 곱셈                                                 | 나눗셈의 기초 나머지가 있는 나눗셈                                             | 두 자리 수의 나눗셈 세 자리 수의 나눗셈                                                         |
| H단계 | 보라     | 초4   | 두 자리 수의 곱셈 세 자리 수의 곱셈                                                        | 덧셈과 뺄셈 곱셈과 나눗셈 한 자리 수로 나누기 10배수의 곱셈과 나눗셈                                                                        | 두 자리 수로 나누기                                                                                   | 두 자리 이상의 수로 나누기 분수                                                | 약분 분수의 덧셈과 뺄셈                                                                         |
| I단계 | 갈색     | 초5   | 분수의 덧셈                                                                                | 분수의 덧셈 | 분수의 뺄셈 분수의 덧셈과 뺄셈 종합                                                                   | 분수의 곱셈 분수의 나눗셈 분수의 곱셈과 나눗셈 종합                            | 분수를 소수로 고치기 소수를 분수로 고치기 분수와 소수의 덧셈과 뺄셈 분수와 소수의 곱셈과 나눗셈 |
| J단계 | 검정     | 초6   | 분수의 계산                                                                                | 사칙혼합 계산 | 사칙혼합 계산                                                                                         | 사칙혼합 계산 방정식으로 미지수 구하기                                         | 문장제 소수의 덧셈과 뺄셈 소수의 곱셈과 나눗셈                                                  |
| K단계 | 황토색   | 중1   | 유리수의 덧셈과 뺄셈                                                                       | 유리수의 곱셈과 나눗셈 | 유리수의 혼합 계산                                                                                    | 문자의 사용 식의 값 식의 계산                                                  | 방정식                                                                                          |
| L단계 | 올리브색 | 중2   | 단항식·다항식의 계산                                                                       | 등식의 변형 연립방정식 | 연립방정식                                                                                            | 일차부등식 연립일차부등식                                                      | 함수와 그래프 일차함수와 그래프                                                                 |
| M단계 | 회색     | 중3   | 제곱근                                                                                     | 인수분해 | 이차방정식                                                                                            | 이차함수와 그래프                                                              | 피타고라스의 정리                                                                               |
| N단계 | 민트색   | 고등  | 다항식의 연산 나머지정리                                                                   | 인수분해 | 인수분해                                                                                              | 복소수 이차방정식                                                              | 이차함수                                                                                        |

## 기타 설명
C단계부터 N단계까지는 1~4집에는 성취도 테스트, 5집에는 종료 테스트가 있다.